# Lia Wälti
Lia Wälti, né le 19 avril 1993 à Langnau im Emmental, est une footballeuse internationale suisse. Elle évolue au poste de milieu offensive à Arsenal.

## Biographie

### En club

#### Arsenal
Le 2 juillet 2018, Arsenal officialise son arrivée. Elle joue un rôle majeur dans la conquête du titre en Women's Super League, le 1er du club depuis 2012, mais ne termine pas la saison à cause d'une rupture du ligament du genou. Elle est nommée dans l'équipe type du championnat par la PFA. Le 30 décembre 2019, elle prolonge son contrat avec Arsenal.

### En sélection
Elle participe à la Coupe du monde des moins de 20 ans 2010 organisée en Allemagne puis à la Coupe du monde des moins de 20 ans 2012 organisée au Japon.
Le 21 août 2011, elle fait ses débuts avec la Nati contre l'Écosse. Elle participe à la Coupe du monde 2015. Elle est aujourd'hui capitaine de la sélection.

## Palmarès

### BSC Young Boys
- Ligue Nationale A
  - Vainqueur: 2010-2011

### FFC Turbine Potsdam
- DFB-Pokal Frauen
  - Finaliste: 2015

### Arsenal
- Women's Super League
  - Vainqueur: 2018-2019
  - Deuxième : 2024-2025
- Women's League Cup
  - Finaliste: 2019, 2020
- Ligue des champions
  - Vainqueur : 2025

### Distinctions personnelles
- Membre de l'équipe-type du Championnat d'Angleterre en 2019.